# 安德拉兹·克拉佩兹
安德拉兹·克拉佩兹（1997年1月12日—），斯洛文尼亞男子羽毛球運動員。

## 簡歷
2017年5月，安德拉兹·克拉佩兹出戰羅馬尼亞羽毛球國際賽，與泰國選手图万那格森·沙玛差合作赢得男子雙打比賽冠軍。

## 主要比賽成績
只列出曾進入準決賽的國際賽事成績：
| 年份   | 賽事                   | 公開賽級別 | 項目     | 拍檔              | 成績   |
| ------ | ---------------------- | ---------- | -------- | ----------------- | ------ |
| 2017年 | 捷克羽毛球國際賽       | 未來系列賽 | 男子雙打 | 图万那格森·沙玛差 | 準決賽 |
| 2017年 | 羅馬尼亞羽毛球國際賽   | 未來系列賽 | 男子雙打 | 图万那格森·沙玛差 | 冠軍   |
| 2017年 | 斯洛伐克羽毛球公開賽   | 未來系列賽 | 男子單打 | －                | 冠軍   |
| 2017年 | 斯洛伐克羽毛球公開賽   | 未來系列賽 | 男子雙打 | 米哈·伊万尼奇     | 亞軍   |
| 2017年 | 保加利亞羽毛球國際賽   | 未來系列賽 | 男子雙打 | 米哈·伊万尼奇     | 亞軍   |
| 2018年 | 以色列夏瑣羽毛球國際賽 | 未來系列賽 | 男子雙打 | 菲利普·施波亚雷茨 | 亞軍   |
| 2024年 | 斯洛伐克羽毛球公開賽   | 未來系列賽 | 男子雙打 | Yann Orteu        | 亞軍   |

| 2007-2017年 | 首要超級賽 | 超級賽 | 黃金大獎賽 | 大獎賽 | 國際挑戰賽 | 國際系列賽 | 未來系列賽 | 其他 |

| 2018-2026年 | 總決賽 | 超級1000賽 | 超級750賽 | 超級500賽 | 超級300賽 | 超級100賽 | 國際挑戰賽 | 國際系列賽 | 未來系列賽 | 其他 |